# Кабрере
Кабрере (фр. Cabrerets) насеље је и општина у јужној Француској у региону Миди Пирене, у департману Лот која припада префектури Каор.
По подацима из 2011. године у општини је живело 228 становника, а густина насељености је износила 5,26 становника/km². Општина се простире на површини од 43,38 km². Налази се на средњој надморској висини од 1 301 метар (максималној 367 m, а минималној 130 m).

## Демографија
| 1962. | 1968. | 1975. | 1982. | 1990. | 1999. | 2011. |
| ----- | ----- | ----- | ----- | ----- | ----- | ----- |
| 194   | 242   | 236   | 213   | 191   | 203   | 228   |

График промене броја становника у току последњих година